# Музафаров, Ахрар Музафарович
Ахрар Музафарович Музафаров (1 ноября 1909, Чимкент, Российская империя — 22 мая 1987, Ташкент) — советский и узбекский альголог,гидробиолог и преподаватель.

## Биография
Родился 1 ноября 1909 года в Чимкенте. Спустя какое-то время переехал в Узбекскую ССР и в 1929 году поступил в Ферганский педагогический институт, который он окончил в 1934 году и тут же был принят преподавателем ботаники, который учил студентов вплоть до 1945 года.
С 1945 по 1954 год работал в Институте ботаники Академии наук Узбекской ССР в качестве научного сотрудника. В 1954 году был избран профессором и заведовал отделом споровых растений и проработал 2 года. В 1956 году был избран директором данного института и проработал вплоть до 1960 года. С 1970 по 1987 год занимал должность директора Института микробиологии Академии наук Узбекской ССР.
Скончался в 1987 году.

## Научные работы
Основные научные работы посвящены систематике, флористике и экологии водных растений.
- Описал 3000 видов и разновидностей водных растений.
- Разработал классификацию альгофлоры естественных и искусственных водоёмов Средней Азии.
- Установил закономерности распределения водорослей в зависимости от солёности и pH среды, температуры и других экологических факторов.

## Избранные сочинения
- Музафаров А.М. «Флора водорослей водоёмов Средней Азии».— Ташкент.: Наука, 1965.— 569 с.

## Членство в обществах
- 1960-87 — Академик Академии наук Узбекистана.